# Wind of Change (discours)
Pour les articles homonymes, voir Wind of Change.

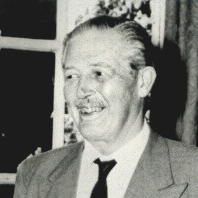
Macmillan rencontrant le chef suprême des Barotse en Rhodésie du Nord.

Wind of Change est le nom donné à un discours prononcé par le Premier ministre britannique Harold Macmillan devant le parlement sud-africain le 3 février 1960 au Cap. Ce discours indiquait clairement que le gouvernement britannique prévoyait d'accorder l'indépendance à une grande partie de ses colonies africaines, ce qui eut effectivement lieu dans les années 1960.
Le nom du discours provient de son passage le plus célèbre :
« The wind of change is blowing through this continent. Whether we like it or not, this growth of national consciousness is a political fact. »
ce qui signifie en français :

« Le vent du changement souffle sur ce continent. Que cela nous plaise ou non, cette poussée de la conscience nationale est un fait politique. »

Ce discours avait en fait déjà été donné une fois par Macmillan, le 10 janvier de la même année à Accra. Le discours du Cap reçut une couverture plus importante de la presse en raison de l'accueil glacial qui lui fut réservé.
Ce discours est parfois appelé à tort[réf. nécessaire] « winds of change ». Macmillan lui-même semble avoir commis cette erreur[réf. nécessaire] en intitulant le premier tome de ses mémoires Winds of Change (1966).

## Source
- (en) Cet article est partiellement ou en totalité issu de l’article de Wikipédia en anglais intitulé « Wind of Change » (voir la liste des auteurs).